# Vítkovický potok
Vítkovický potok je krkonošský potůček, který se nachází v Libereckém kraji, v okrese Semily, ve správním obvodě Jilemnice a v obci Vítkovice.

## Průběh toku
Potůček pramení pod osadou Horní Vítkovice. V budoucnu, podle projektu Voda v krajině
, má pramenit nad osadou. Dál protéká řídce obydlenou oblastí a má pouze dva nepojmenované přítoky. Podle zmíněného projektu má mít pět přítoků navíc. Jižně od obce se vlévá do Jizerky.

### Přítoky
Potůček má šest nepojmenovaných přítoků.